# Crèvecœur (Film)
Crèvecœur ist ein vom französischen Verteidigungsministerium gesponserter, französischer Dokumentarfilm aus dem Jahr 1955 von Jacques Dupont.

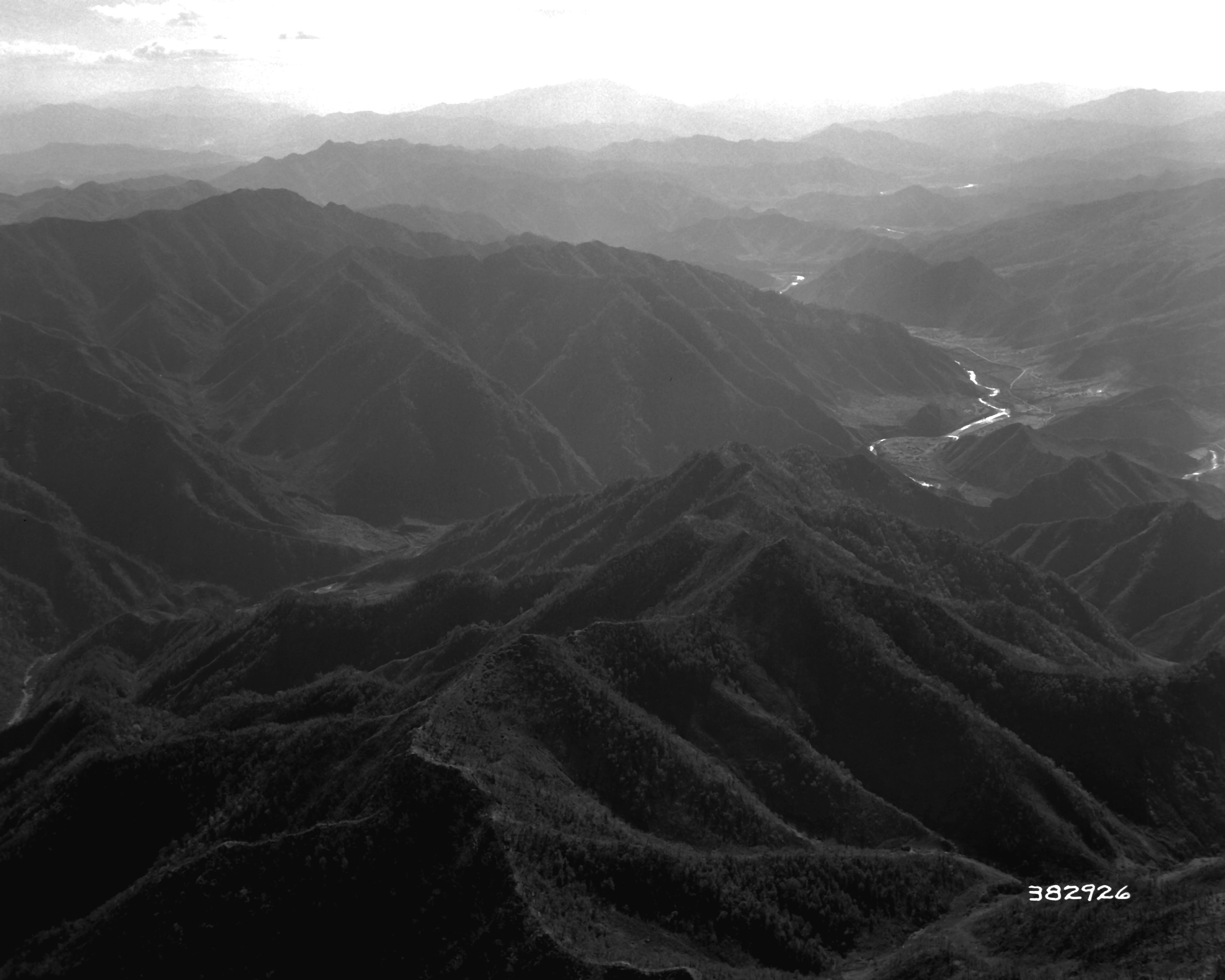
Kriegsschauplatz Heartbreak Ridge

## Handlung
Im Zentrum des Geschehens steht der junge französische Nachwuchsoffizier Garcet, der soeben die Militärakademie verlassen hat und sich derjenigen französischen Einheit anschließen will, die im Auftrag der Vereinten Nationen gegen die kommunistischen Nordkoreaner und ihre rotchinesischen Verbündeten in den Krieg zieht. Anfänglich ist er noch sehr enttäuscht, als man ihn lediglich als Verbindungsoffizier fern der feindlichen Linien einsetzen will. Dann aber wird ihm ein Kampfkommando angetragen, und Garcet zieht mit freudiger Erwartung an die Front.
Hier muss er sich erst einmal bei seinen eigenen Männern beweisen und deren Vertrauen und Freundschaft gewinnen. Obwohl sich auch die anderen Franzosen wie Garcet freiwillig zum Waffengang gemeldet haben, sind doch die meisten ratlos, wenn es um die Frage geht, wofür man hier, an diesem fernen, abgeschiedenen Ort, eigentlich kämpft. In der blutigen Schlacht von Heartbreak Ridge (September/Oktober 1951) muss sich ein jeder der jungen Männer beweisen.

## Produktionsnotizen
Crèvecœur entstand 1954 unter fachlicher Beratung französischer Koreakriegs-Offiziere und wurde am 4. Mai 1955 in New York City uraufgeführt. Im Jahr darauf erhielt der Film eine Oscar-Nominierung.
In Deutschland wurde der Film öffentlich nicht gezeigt.

## Wissenswertes
Nachdem der Film in Frankreich veröffentlicht worden war, stürmten französische Kommunisten aus Protest gegen diesen antikommunistischen Film den Projektionsraum des entsprechenden Kinos und verwüsteten ihn.